# Зелінопл (Пенсільванія)
Зелінопл (англ. Zelienople) — місто (англ. borough) в США, в окрузі Батлер штату Пенсільванія. Населення — 3912 особи (2020).

## Географія
Зелінопл розташований за координатами 40°47′7″ пн. ш. 80°8′19″ зх. д. / 40.78528° пн. ш. 80.13861° зх. д. (40.785394, -80.138557).  За даними Бюро перепису населення США в 2010 році місто мало площу 5,43 км², з яких 5,31 км² — суходіл та 0,12 км² — водойми.

## Демографія
Згідно з переписом 2010 року, у селищі мешкало 3812 осіб у 1909 домогосподарствах у складі 991 родини. Густота населення становила 703 особи/км².  Було 2042 помешкання (376/км²).
Расовий склад населення:
| - 97,5 % — білих - 0,9 % — чорних або афроамериканців - 0,6 % — азіатів - 0,1 % — вихідців з тихоокеанських островів - 0,1 % — корінних американців |

До двох чи більше рас належало 0,8 %. Частка іспаномовних становила 0,7 % від усіх жителів.
За віковим діапазоном населення розподілялося таким чином: 17,4 % — особи молодші 18 років, 58,5 % — особи у віці 18—64 років, 24,1 % — особи у віці 65 років та старші. Медіана віку мешканця становила 47,2 року. На 100 осіб жіночої статі у селищі припадало 82,7 чоловіків;  на 100 жінок у віці від 18 років та старших — 80,4 чоловіків також старших 18 років.
Середній дохід на одне домашнє господарство  становив 57 900 доларів США (медіана — 42 600), а середній дохід на одну сім'ю — 76 057 доларів (медіана — 59 650). Медіана доходів становила 48 191 долар для чоловіків та 37 602 долари для жінок. За межею бідності перебувало 6,7 % осіб, у тому числі 8,8 % дітей у віці до 18 років та 1,3 % осіб у віці 65 років та старших.
Цивільне працевлаштоване населення становило 1839 осіб. Основні галузі зайнятості: освіта, охорона здоров'я та соціальна допомога — 24,4 %, виробництво — 13,9 %, роздрібна торгівля — 12,0 %, мистецтво, розваги та відпочинок — 10,3 %.